# Survivance
Survivance é um termo crítico nos estudos dos nativos americanos.

## História
Sobrevivência era originalmente um termo legal, mas caiu em desuso no século XVIII. Também foi emprestado do termo francês 'suvivance' em outros contextos.

## Uso
Foi empregado pela primeira vez no contexto dos Estudos Nativos Americanos pelo teórico cultural Anishinaabe Gerald Vizenor, em seu livro de 1999, Manifest Manners: Narratives on Postindian Survivance. Lá ele explica que "A sobrevivência é um sentido ativo de presença, a continuação das histórias nativas, não uma mera reação, ou um nome que pode sobreviver. As histórias de sobrevivência nativas são renúncias ao domínio, à tragédia e à vítima". Vizenor faz do termo, que é deliberadamente impreciso, a pedra angular de sua análise da literatura, cultura e política contemporânea dos nativos americanos. Vários críticos (por exemplo, Alan Velie) analisaram o termo como uma mala de viagem de "sobrevivência e resistência", e outros (por exemplo, Jace Weaver) leram-no como uma mala de viagem de "sobrevivência + resistência", mas não parece haver qualquer evidência que Vizenor tinha uma combinação tão específica em mente. Em vez disso, ao mudar o sufixo de -al para -ance, ele insiste numa sobrevivência activa, na qual os povos nativos americanos contemporâneos vão além da mera subsistência nas ruínas das culturas tribais para herdarem e remodelarem activamente essas culturas para a era pós-moderna. A poetisa de ascendência Cherokee, Diane Glancy, demonstra como um termo impreciso pode inspirar a criatividade, reconfigurando-o: "A poesia é rebote. Uma reviravolta na escrita. (Sur)vivência: Sur - uma sobrevivência fora da sobrevivência. Vivance - a vitalidade dela."
Vizenor frequentemente define “sobrevivência” em oposição a “vítima”, observam alguns comentaristas. Karl Kroeber escreve que o "trabalho de Vizenor visa reparar uma consequência peculiarmente cruel dos ataques genocidas aos nativos das Américas: induzir neles a visão de seus destruidores de que são meros sobreviventes. Ao aceitar esta definição imposta de si mesmos como vítimas , os nativos completam psicologicamente o genocídio físico não totalmente bem-sucedido." Da mesma forma, Joe Lockard chama isso de "a condição de autossuficiência ou sobrevivência comunitária sem a indulgência social ou pessoal da vitimização".
A palavra tornou-se um termo artístico nos estudos contemporâneos dos nativos americanos, usado muito além do contexto do próprio trabalho de Vizenor. Agora também é um videogame interativo, e é usado em legendas para o Museu Nacional do Índio Americano, além de ser empregado inúmeras vezes em títulos de livros e artigos acadêmicos.

## Termos semelhantes
A palavra foi posteriormente utilizada no século 20 pelos canadenses francófonos como "La Survivance", do francês "survivance" (relict) e também empregada pelo teórico francês Jacques Derrida para denotar uma existência espectral que não seria nem vida nem morte, e migrou do francês para o inglês.